# 马尔科姆·斯彭斯 (1936年)
马尔科姆·斯彭斯（英語：Malcolm Spence，1936年1月2日—2017年10月30日），牙买加男子田径运动员。他曾代表牙买加、英属西印度群岛参加1956年、1960年和1964年夏季奥林匹克运动会田径比赛，其中1960年奥运会获得一枚铜牌。